# Motion Picture Patents Company
Motion Picture Patents Company, também conhecida como MPPC, Movie Trust, Edison Trust, ou The Trust, compreendeu um "truste" de produtoras e distribuidoras cinematográficas que, a partir de 1908, se associaram com o objetivo de exercer o controle completo da indústria de cinema nos Estados Unidos, detendo o monopólio não apenas de filmes, mas também de outros dispositivos cinematográficos, como câmeras e projetores. O "truste" foi liderado pelo Edison Studios, de Thomas Edison, que em 9 de dezembro de 1908 liderou a formação da Motion Picture Patents Company com alguns outros produtores cinematográficos, na tentativa de controlar a indústria do cinema e se fechar a pequenos produtores.

## Histórico
Os primeiros filmes exibidos comercialmente nos Estados Unidos foram de Thomas Edison e estrearam no “Kinetoscope”, em Nova York, em 14 de abril de 1894. O programa consistiu de dez curtas-metragens, cada um com menos de um minuto, apresentando atletas, bailarinas e outros artistas. Depois que os concorrentes começaram a exibir filmes em telas, Edison introduziu seu próprio cinetoscópio no final de 1896.
A primeira unidade de produção de Thomas Edison, a Edison's Black Maria Studios, em West Orange, Nova Jersey, foi construída no inverno de 1892-1893. A segunda unidade, um estúdio com telhado de vidro, foi construído na East 21st Street, nº 41, no distrito de entretenimento de Manhattan, e inaugurado em 1901. Em 1907, Edison teve suas novas instalações construídas na Decatur Avenue e Oliver Place, no Bronx.

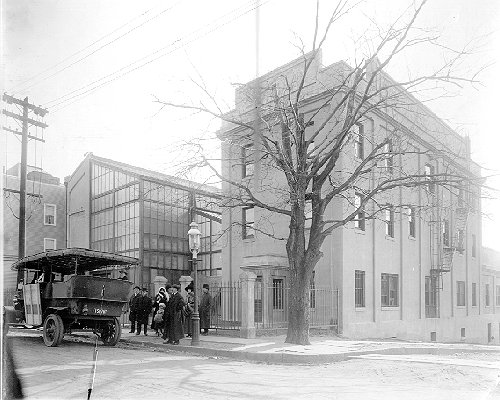
Edison Studios entre 1907 e 1918.

Desde a década de 1890, Thomas Edison possuía a maioria das patentes estadunidenses principais relacionadas com a indústria de filmes. Os processos de patentes abertos pela Edison Manufacturing Company contra cada um dos seus concorrentes prejudicou a indústria cinematográfica estadunidense, reduzindo a sua produção principalmente para duas empresas: a Edison Studios e a Biograph Studios, que usava uma câmera de design diferente. Esse fato deixou as concorrentes de Edison com poucos recursos.
Desde 1902, Edison notificara os distribuidores e expositores que, se não usassem filmes e máquinas exclusivamente da Edison Company, estariam sujeitos a litígio por violação das suas patentes. Esgotados por processos, os concorrentes de Edison — Essanay, Kalem, Pathé Frères, Selig e Vitagraph — aproximaram-se dele em 1907 para negociar um acordo de licenciamento, e a Lubin também foi convidada a participar. Foi excluída, nesse processo, a Biograph, que Edison esperava pressionar para fora do mercado. O acordo de licenciamento, de acordo com um advogado de Edison, era mais para “preservar o negócio dos fabricantes e não para lançar a campo aberto todos os concorrentes”.
A Biograph Studios reagiu à sua não inclusão no acordo, adquirindo a patente do Latham loop, uma característica-chave da maioria das câmeras, pois em 1905, praticamente todos os projetores de filme usavam o Latham Loop. Edson a processou para obter a patente, porém, após a corte federal comprovar a validade da patente em 1907, a Edison começou suas negociações com a Biograph em maio de 1908, para reorganizar seu sistema de patentes. Formou-se, assim, um pool de 16 patentes, que cobriam tanto filmes, quanto câmeras e projetores cinematográficos, "estabelecendo o pagamento de royalties em troca de licenças para o uso destas patentes". Dez dessas patentes eram consideradas de menor importância; as restantes seis eram para filmes, câmeras, Latham loop e projetores.
O MPPC foi formado, portanto, nos moldes do sistema de licenciamento de Edison, em vigor em 1907 e 1908. O "Edison Trust”, como também era denominado, foi feito, portanto, pelos dirigentes do Edison Studios ao lado de sete grandes estúdios estadunidenses: George K. Spoor da Essanay Studios, Samuel Long da Kalem Company, George Kleine da Kleine Optical Company, Siegmund Lubin da Lubin Studios, Jeremiah J. Kennedy da American Mutoscope & Biograph, William N. Selig da Selig Polyscope Company, William T. Rock da Vitagraph Studios, além das companhia francesas de Gaston Méliès da Georges Méliès e Jacques A. Berst da Pathé, e a distribuição foi dominada pela General Film Company. Alguns pequenos produtores continuaram, porém, sua produção independente.
Foi adicionado, também, um contrato com a Eastman Kodak Company, a maior fabricante de matéria prima para os filmes, para restringir a oferta de material apenas para os membros licenciados da empresa.

## Monopólio

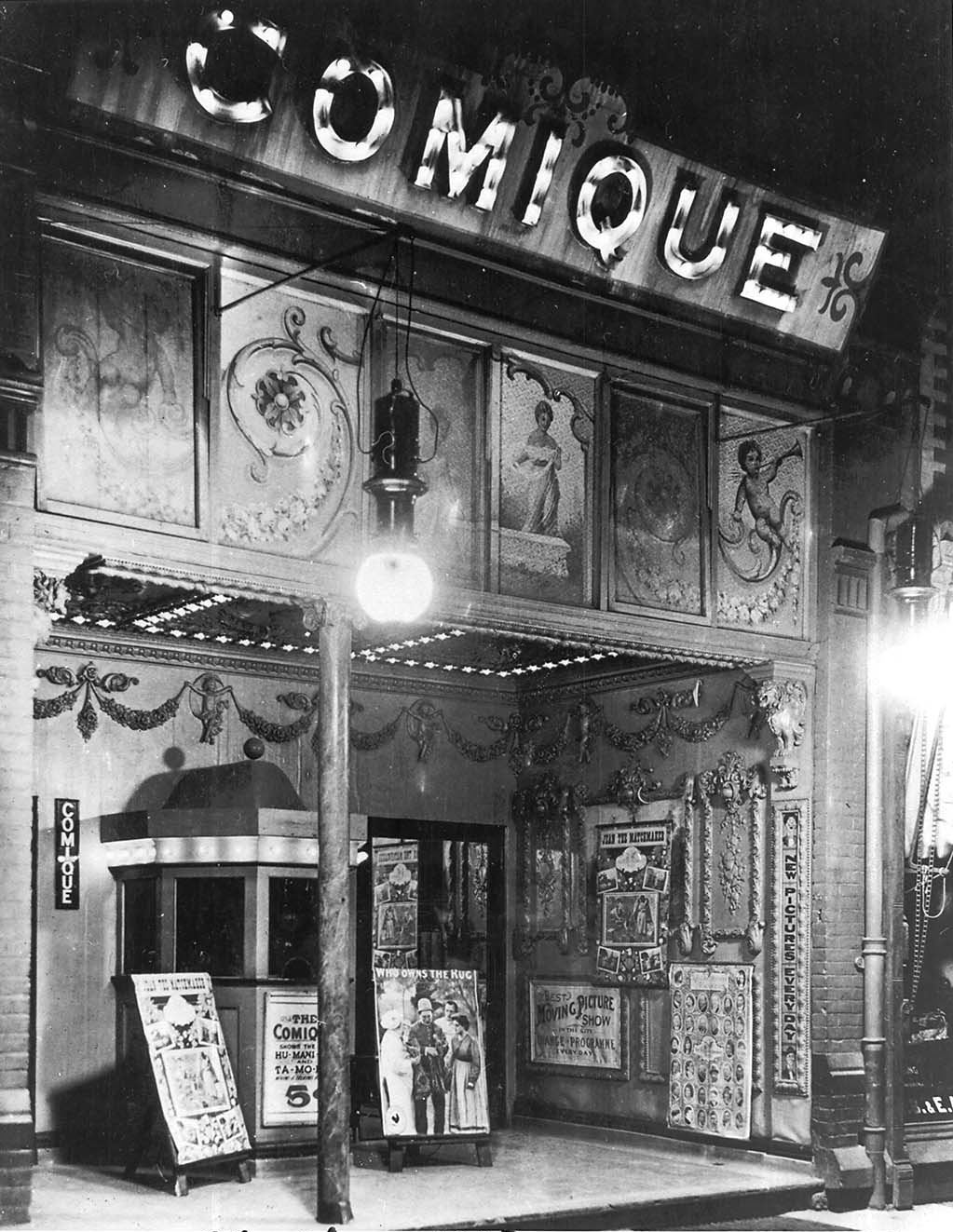
Um Nickelodeon em Toronto, nos anos 1910. Essas lojas de espetáculo a preço baixo foram as primeiras salas de cinema e serviram de instrumento para os produtores independentes apresentarem seus filmes.

A empresa MPPC tornou-se notória por impor restrições, recusando-se a fornecer equipamentos para cineastas não cooperativados e proprietários de cinema, e também por suas tentativas de aterrorizar os produtores de filmes independentes. A duração dos filmes foi limitada para um e dois rolos (10 a 20 minutos), porque se acreditava que as audiências seriam incapazes de apreciar um entretenimento mais prolongado. A empresa também proibiu a identificação dos atores nos filmes porque os artistas, quando populares, poderiam exigir salários mais elevados.
O truste impôs ao cinema estadunidense uma condição em que cada produtor filiado deveria pagar por cada filme copiado, e cada distribuidor pagava uma licença anual de cinco mil dólares, assim como cada exibidor contribuía com cinco dólares semanais. Tais medidas logo deram um ganho de um milhão de dólares semanais ao truste, com base nas descobertas de Edison, que entre 1889 e 1894 custaram menos de vinte mil dólares.
Em 1910, a General Film Company, filial distribuidora da MPPC, comprou as cinqüenta e sete principais firmas de locação de filmes, e o truste passou a controlar 5281 dos 9480 cinemas estadunidense da época, ou seja, 57% da exibição. As patentes de propriedade do MPPC lhes permitiam usar policiais federais para cumprir seus acordos de licenciamento e utilização não autorizada de suas câmeras, filmes, projetores e outros equipamentos. Em alguns casos, no entanto, o MPPC fez uso de bandidos contratados e conexões populares para interromper violentamente produções que não foram licenciadas pelo truste.
O truste utilizou o clamor da imprensa contra a “imoralidade” dos “nickleodeons”, e sob o estabelecimento da censura, foram fechados vários cinemas independentes pela polícia. No entanto, o "truste" foi impotente contra os milhares de exibidores da Europa, por exemplo. Mesmo assim, os produtores menores tiveram muitas vezes seus filmes destruídos por ácido nas cubas de revelação dos negativos, ou problemas durante as filmagens, tais como “balas verdadeiras” repentinas durante as cenas, ou lutas entre figurantes causando ferimentos e mortes.

## Reação dos independentes

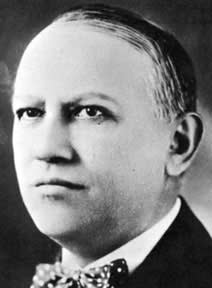
Carl Laemmle, um dos produtores independentes a reagir contra a MPPC.

Após 1908, o "truste" parecia triunfar, sob o comando, principalmente, de Jeremiah J. Kennedy da Biograph Studios. Os produtores que permaneceram independentes não pareciam ser ameaça ao truste, tais como William Fox, Louis B. Mayer, Carl Laemmle, Balaban, Katz, Kessel, Baumann, os irmãos Warner, Adolpho Zuckor, Samuel Goldfish.
Cada companhia do "truste" tinha seus próprios atores e diretor e produzia 3 ou 4 filmes de um rolo por semana. Os produtores independentes começaram a reagir, contratando os atores desempregados e, com algum recurso, foram formando suas próprias firmas. Kessel e Baumann usaram apenas 3 mil dólares para fundar sua empresa de cinema. Assim como eles, os outros independentes reagiram, e muitos atraíram para si alguns técnicos do "truste". Foi o caso, por exemplo, de William Ranous e Paul Panser, que deixaram a Vitagraph Studios, e de Edwin S. Porter, que deixou a Edison.
Apesar da genialidade de David W. Griffith, por cinco anos diretor artístico da Biograph, os independentes começaram a reagir seduzindo suas estrelas através da “Guerra das Stars”, o que viria a ser o fator principal de hoje Hollywood ser reconhecida sinônimo dos “astros”. Carl Laemmle funda a I.M.P., sigla que significa Diablotin ou Independent Motion Picture, que atrai para si o elenco de Grifith, primeiro Florence Lawrence, a “Biograph Girl” – e que depois de ser despedida por Laemmle não mais conseguia emprego por figurar na “lista negra” do truste –, depois Mary Pickford, seu marido Owen Moore, e Thomas Ince. Os independentes acabaram se reunindo em uma companhia de produção, a Sales Company, que acabou se separando em dois grupos rivais: a Universal Pictures e a Mutual Film Corporation.
Em 1912, o sucesso crescente dos produtores europeus e dos produtores independentes, assim como a oposição violenta dos cineastas não participantes da empresa enfraqueceram o "truste". Por volta de 1913, Wall Street se interessou pelos independentes, e através deles – e fora do "truste" – se organizaram os primeiros circuitos de cinema de primeira classe, como o de Marcos Loew e a Paramount Pictures. Logo, todas as companhias do "truste" ficaram em dificuldades, com exceção da Vitagraph Studios, que adotara o “Star System”.
O "truste" foi finalmente dissolvido, por ordem do Tribunal, por volta de 1918. Os registros da empresa marcam os anos de atividade de 1908 a 1919.

## Decadência
As razões para o declínio do MPPC foram muitas, além da reação dos produtores independentes. O primeiro golpe veio em 1911, quando a Eastman Kodak Company modificou seu contrato de exclusividade com o MPPC, para permitir que a Kodak vendesse seu estoque bruto do filme, por receio de perder seu mercado mediante seus concorrentes. O número de cinemas que exibiam filmes independentes, então, cresceu 33% no prazo de doze meses.
A mudança do centro da indústria do cinema para Hollywood, escolhida por vários motivos, também influenciou na decadência do "truste". Muitos cineastas independentes mudaram suas operações para Hollywood pois a distância da sede do Edison Studios de Nova Jersey tornava mais difícil para a MPPC impor as suas patentes. O Sul da Califórnia também foi escolhido pelos cineastas por causa de seu clima agradável durante todo o ano e pela variada paisagem; sua topografia, o clima semi-árido e a irrigação generalizada deram às suas paisagens a capacidade de oferecer filmagens em desertos, selvas e montanhas.
Outro fator era que o “United States Court of Appeals for the Ninth Circuit”, sediado em San Francisco, Califórnia e que abrange a área, era avesso a impor as reivindicações de patentes.
Acrescida a tais fatores, considera-se outra causa da decadência a superestimação de MPPC da eficiência de controlar a indústria cinematográfica por meio do litígio e a exclusão dos independentes do licenciamento. O lento processo de uso de detetives para investigar infracções de patentes e obter liminares contra os infratores, foi ultrapassado pela dinâmica ascensão de novas empresas em diversos locais. Os royalties de patentes para o MPPC terminaram em setembro de 1913, assim o MPPC perdeu a capacidade de controlar a indústria cinematográfica americana por meio de licenciamento de patentes, e teve que refugiar-se em sua subsidiária, a General Film Company, fundada em 1910, que monopolizou a distribuição de filmes na América.
Apesar do aumento na popularidade de longas-metragens em 1912 e 1913, pelos produtores independentes e importações estrangeiras, o MPPC estava muito relutante em fazer as mudanças necessárias para distribuir filmes mais longos. Edison, Biograph, Essanay e Vitagraph não lançaram seus primeiros filmes longos até 1914, depois de dezenas, senão centenas de longas-metragens terem sido lançados pelos independentes.
E, por fim, a eclosão da Primeira Guerra Mundial, em 1914, cortou a maioria do mercado europeu, o que desempenhou um papel muito mais significativo da receita e lucro para os membros do MPPC do que para os independentes, que se concentraram nos Westerns produzidos principalmente para o mercado americano.

## Dissolução
Em 15 de agosto de 1912, o Governo Federal apresentou um processo antitrust law contra a MPPC, na U.S. District Court, no Eastern District of Pennsylvania. A “Motion Picture Patents Co.” e a “General Film Co.” foram consideradas culpadas de violação da “antitrust law” dos Estados Unidos em 1 de outubro de 1915. Foi determinado que os atos da MPPC “ultrapassaram o que era necessário para proteger o uso de patentes ou o monopólio que foi deles e foram, portanto, uma contenção comercial ilegal sob a Lei Sherman Antitruste”. Apesar da apelação à Suprema Corte em 24 de janeiro de 1916, a MPPC foi considerada dissolvidaoficialmente em 1918.

## Consequências
O rompimento do truste pelos tribunais federais e a perda dos mercados europeus durante a Primeira Guerra Mundial, deixaram Edison mal financeiramente. Ele vendeu sua empresa cinematográfica, incluindo o estúdio de Bronx, em 30 de março de 1918, para a Lincoln & Parker Film Company, de Massachusetts.
O MPPC, que teve por base Nova York e outras cidades da costa leste dos Estados Unidos, foi indiretamente responsável pelo estabelecimento de Hollywood, na Califórnia, como a "capital do cinema", pois muitos dos cineastas independentes migraram para a região na tentativa de escapar da influência restritiva do "truste". Na guerra entre o truste e os independentes, particularmente a “Guerra das Stars” causou grande mudança na contratação e valorização dos astros, que passaram ao reconhecimento e ao lucro através de seus contratos.